# 祭文峠
祭文峠（さいもんとうげ）は、静岡県島田市に所在する標高591メートルの峠である。
行政区は島田市伊久美と同市川根町上河内にかかる。
5万分の1地形図「家山」および2万5,000分の1地形図「伊久美」に記されている。